# Protágoras
Protágoras de Abdera (en griego antiguo Πρωταγόρας; Abdera, c. 485 a. C.- c. 411 a. C.) fue un sofista griego. Admirado experto en retórica que recorría el mundo griego cobrando elevadas tarifas por sus conocimientos acerca del correcto uso de las palabras u ortoepía. Platón lo acredita como el inventor del papel del sofista profesional o profesor de "virtud" (entendida no como "bondad" sino como conocimiento y habilidad para tener éxito mundano).
Protágoras fue un pensador viajero, celebrado y necesitado allí donde fuera. Vivió durante largas temporadas en Atenas, donde fue conocido de Sócrates y amigo de Pericles, quien le encargó la constitución para la nueva colonia de Turios, que redactó hacia 444 o 443 a. C. y en donde, por primera vez en la historia, se estableció la educación pública y obligatoria. También viajó a Sicilia y a otras ciudades de Asia Menor en funciones de maestro de retórica y conducta, y recibió a cambio cantidades notables de dinero, como el resto de los sofistas. El magisterio que llegó a ejercer en el área de influencia griega se extendió durante cuarenta años, según relata Platón.
Platón le dedicó uno de sus diálogos, el Protágoras, que aún hoy puede leerse como un cuadro vivo, animado y colorido, aunque con escaso rigor histórico, sobre los distintos tipos de sofistas que habitaban en la mansión de Calias –rico ateniense, una especie de mecenas con intereses comerciales, políticos, artísticos y militares-. Junto a Gorgias, fueron los únicos sofistas considerados filósofos por Platón y Aristóteles. Sócrates guardaba gran estima de ellos por sus cualidades retóricas y la profundidad de sus predicados, a pesar del uso que podían hacer de ellos.

## Biografía
Según la mayoría de los autores antiguos, Protágoras era originario de la ciudad de Abdera, afirmación solo discutida por el dramaturgo ateniense Eupolis, quien lo estimaba natural de Teos, en Asia menor.  También, con cierto consenso, se  indicaba la 84 olimpiada (años 444 a 441 a. C.) como su acmé o época de plenitud, dato a partir del cual, modernamente,  se suele fijar la fecha de su nacimiento en torno al año 485 a. C.
Se lo tenía por discípulo de Demócrito, aunque Filóstrato cuenta que también se habría relacionado con magos de Persia en los tiempos de la expedición del rey Jerjes contra Grecia.  Se decía que en su juventud había trabajado como cargador, inventando un cojín llamado tyle que facilitaba el transporte de la carga. Según Diógenes Laercio, Demócrito quedó tan impresionado con el ingenio que el joven Protágoras manifestó en dicho invento, que decidió adoptarlo como discípulo.
Se contaba a Protágoras entre los creadores del arte retórico, y se lo señala como  el primero en introducir los razonamientos erísticos.
También se lo tenía por iniciador de la práctica de  recibir honorarios a cambio de enseñanzas, los cuales eran particularmente elevados. Según Platón, Protágoras habría ganado en su comercio educativo  más dinero que todo el reunido por "Fidias y otros diez escultores más." Refiere, también Platón, el criterio usado por el sofista para recibir el pago de honorarios; hace decir a Protágoras: "Cuando [un discípulo] ha aprendido conmigo, si quiere me entrega el dinero que yo estipulo, y si no, se presenta en un templo, y, después de jurar que cree que las enseñanzas valen tanto, allí lo deposita."
Era famosa en la antigüedad una anécdota acerca de un pacto de honorarios entre Protágoras y un discípulo suyo, llamado Evatlo. Habían  acordado el pago solo para el evento de que el aprendiz llegara a ganar un juicio haciendo uso de las adquiridas dotes retóricas. Evatlo, como no ganaba caso alguno, se negaba a pagar. Entonces, Protágoras lo llevó a juicio, diciéndole: "Si yo gano, es preciso que por haber ganado me  entregues los honorarios; si tú ganas, por haberse  cumplido la condición, también deberías pagarme." Esto es conocido como paradoja de Protágoras.
Al parecer llevó una vida errante, enseñando durante cuarenta años en las distintas ciudades griegas. Se sabe que visitó Atenas al menos en dos ocasiones, y Platón lo sitúa, ya de avanzada edad, viviendo en Sicilia.
Su relación con los atenienses tuvo dos momentos; uno en que fue bien acogido y mantuvo estrechas relaciones con los círculos de poder de la ciudad, seguido por otro de repudio y condena.
El primero de los períodos está marcado por su amistad con Pericles, con quien, se conjetura, compartía ideales filosóficos y políticos. Eran famosos los largos debates que solían mantener ambos. En cierta ocasión, según refiere Plutarco, discutieron todo un día a propósito de la muerte del atleta Epitimio de Farsalia; se preguntaban quién había sido culpable de su muerte, si la jabalina que lo hirió, si el que la lanzó  o si los organizadores del certamen.
Bajo el amparo de Pericles, Protágoras tuvo gran prestigio entre los atenienses, el cual se vio reflejado en el hecho de que le encargaran la redacción de una constitución para la nueva colonia de Turios, en el año 443 a. C.; texto que  estableció, por primera vez, la educación pública y obligatoria.
La filosofía de Protágoras encajaba bien con las ideas del círculo gobernante liderado por Pericles, dentro del cual el agnosticismo del sofista no generaba rechazo; pero, una vez muerto Pericles, los nuevos líderes de la ciudad abandonaron su actitud tolerante.
Diógenes Laercio afirma que los problemas comenzaron para el sofista cuando leyó, en casa de Eurípides (o de Megaclides), su libro Sobre los dioses, en el que confesaba desconocer la existencia o inexistencia de seres divinos. A raíz de ello fue acusado de impiedad por Pitidoro, hijo de uno de los Cuatrocientos (según Aristóteles, el acusador fue Evatlo, discípulo del sofista). Filóstrato señala que no está claro si hubo o no un proceso para llegar a la condena, que algunos dicen que fue el destierro y otros, la muerte. En todo caso, se ordenó que sus obras fueran quemadas. E. Derenne sitúa tales acontecimientos en torno al año 416 a. C., en vísperas de que la flota ateniense marchara en expedición contra Siracusa, mientras que W. Dilthey los encuadra durante el gobierno de los Cuatrocientos, en 411 a. C.
Ya sea para huir de la pena de muerte, o en cumplimiento de la orden de destierro, Protágoras se embarcó rumbo a Sicilia. A mitad del viaje el barco zozobró y el sofista murió ahogado. La mayoría de las fuentes señalan que contaba 90 años, si bien hay algunas que refieren la edad de 70.

## Obra
No nos ha llegado ninguna obra completa escrita por Protágoras, pero se conservan valiosos fragmentos y testimonios en los diálogos de Platón (Protágoras, Crátilo, Eutidemo, Hipias Mayor -de dudosa autenticidad-, Menón, Fedro, La República, Teeteto y Sofista), así como en textos de otros autores como Aristóteles (especialmente en Metafísica IV) y Sexto Empírico. Hay también resúmenes de su obra y pensamiento en historiadores antiguos como Filóstrato de Atenas y Diógenes Laercio (IX.50-56). Diógenes Laercio cita la siguiente lista de sus obras "conservadas":

Los libros que se conservan de él son los siguientes: El arte de la erística, Sobre la lucha, Sobre las matemáticas, Sobre el Estado, Sobre la ambición, Sobre las virtudes, Sobre el estado de las cosas en el principio, Sobre el Hades, Sobre las malas acciones de los hombres, El discurso preceptivo, La disputa sobre los honorarios, dos libros de Antilogías. Estos son sus libros.
Diógenes Laercio, Vidas, opiniones y sentencias de los filósofos más ilustres 

La lista no incluye tres títulos conocidos a partir de otras fuentes: Sobre la verdad (llamada también  Refutaciones o Sobre los discursos convincentes), Sobre los dioses y Sobre el Ser. Bodrero explica la omisión reparando en la frase "Los libros que se conservan de él son los siguientes" y señalando que los textos no incluidos en la enumeración ya constituían obras perdidas en tiempos de Diógenes Laercio. Untersteiner, por su parte, conjetura que los títulos nombrados en la lista no serían sino capítulos de las Antilogías. Según Untersteiner, Protágoras habría escrito solo dos obras: Sobre la verdad y las Antilogías. Esta última, que constaba de dos libros, habría  estado dividida en cuatro secciones subdivididas, a su vez, en los títulos señalados por Diógenes Laercio. El esquema que propone Untersteiner es el siguiente:
| Sección          | Capítulos |
| ---------------- | --- |
| Sobre los dioses | Sobre los dioses; Sobre el Hades |
| Sobre el Ser     | Sobre el Ser; El arte de la erística; La disputa sobre los honorarios                                                                                                 |
| Sobre el Estado  | Sobre el Estado; Sobre la ambición; Sobre las virtudes; Sobre el estado de las cosas en el principio; Sobre las malas acciones de los hombres, El discurso preceptivo |
| Sobre las artes  | Sobre la lucha; Sobre las matemáticas |

## Pensamiento
Una de las principales preocupaciones de Protágoras fue la corrección de expresión del lenguaje y su significado. Esto le llevó a realizar los primeros análisis históricos del lenguaje en el mundo griego. Distinguió cuatro tipos distintos de actos de habla (peticiones, mandatos, preguntas y respuestas) y tres género gramaticales (masculino, femenino y neutro).

### El hombre como medida de todas las cosas
El principio filosófico más famoso de Protágoras  alude al estatus del hombre enfrentado al mundo  que lo rodea. Habitualmente se designa con la expresión  Homo mensura («El hombre es la medida»), fórmula abreviada de la frase Homo omnium rerum mensura est  («El hombre es la medida de todas las cosas»), que traduce al latín la sentencia original en griego. Esta última, según Diógenes Laercio, habría sido la siguiente:

πάντων χρημάτων μέτρον ἔστὶν ἄνθρωπος, τῶν δὲ μὲν οντῶν ὡς  ἔστιν, τῶν  δὲ οὐκ ὄντων ὠς οὐκ ἔστιν
El hombre es la medida de todas las cosas, de las que son en cuanto que son, de las que no son en cuanto que no son.

La frase figuraba, según refiere Sexto Empírico, en la obra perdida de Protágoras Los discursos demoledores, y ha llegado hasta nosotros a través de la transcripción de varios autores antiguos. Aparte de Diógenes Laercio, es  citada por Platón, Aristóteles, Sexto Empírico y Hermias.

#### Interpretaciones
La sentencia acusa diversas interpretaciones, como resultado de la dificultad que implica determinar el sentido y alcance de sus tres  expresiones fundamentales, a saber: a) El hombre (ἄνθρωπος); b) La medida (μέτρον); c) Las cosas (χρηματὰ).
a) Se discute si la expresión "el hombre" (ἄνθρωπος) se refiere al hombre en sentido individual o en sentido colectivo. A saber:
1) La interpretación en sentido individual señala que el hombre al que hace mención la frase de Protágoras es cada hombre concreto, cada individuo, de tal forma que habría tantas medidas distintas para las cosas como hombres individuales hay. A tal lectura adhiere Platón, quien, por medio de Sócrates, señala en el Teeteto:

¿No es verdad que [Protágoras] dice algo así?: Tal como me parecen las cosas, tales son para mí, tal como te parecen, tales son para ti. Pues tú eres hombre y yo también.

2) La interpretación en sentido colectivo, a su vez, tiene dos enfoques distintos: uno que entiende que la expresión alude a cada grupo social humano; otro, que la considera en sentido genérico, es decir, referida al género humano:
a) El primer enfoque, que podemos denominar sociológico, ha sido defendido por Eugène Dupréel, e implica plantear que la frase de Protágoras alude a cierta forma de relativismo cultural, donde cada sociedad, cada polis, actuaría como medida de las cosas.
Hay autores (como Untersteiner y Schiappa) que, adhiriendo a la tesis sociológica, consideran que ella no es incompatible con el sentido individual del término, ya que Protágoras habría contemplado ambas visiones al formular su sentencia.
b) El segundo enfoque, que podemos denominar genérico, fue formulado por Goethe y defendido especialmente por Theodor Gomperz, e implica entender la existencia de una única medida común para todos los hombres individuales; una misma forma, compartida por el género humano, para tasar la totalidad de las cosas.
A veces se interpreta este dicho como simple antropocentrismo, como relativismo de la verdad de las cosas, como que cada hombre es la norma de lo que es verdad para sí mismo, y que toda verdad es relativa para el individuo que la sostiene y que no podría tener validez más allá de él. Él, con su frase célebre, se refería al ser humano y no a cada sujeto, por eso tenía fama de moderado, no era radical. Heidegger propone una interpretación más penetrante de él en su curso Introducción a la Filosofía (Ed. Cátedra, Madrid, 1999, pp. 166 ss. Trad. de Manuel Jiménez Redondo).
Según el científico del lenguaje José M. Ramírez, la dicotomía establecida por Platón, fuente habitual en la interpretación de Protágoras, entre la subjetividad y la objetividad de los valores, no se constata en los análisis, y propone en cambio que los valores no son objetivos ni subjetivos, sino interaccionales. 

### La teoría de los juicios contrarios
El dominio de esta técnica ofrecería al poseedor -el dialéctico- la disposición, por medio de su arte, de convertir en más fuerte el argumento más débil. Sin embargo, es importante señalar que Protágoras no contemplaba el uso de esta técnica de forma meramente instrumental, por mero afán oportunista, sino que la apoyaba en un complejo discurso en el que se debatía la virtud.

### Escepticismo y agnosticismo
Protágoras también hizo una proposición de agnosticismo. Según se informa, en la obra perdida de Protágoras, Sobre los dioses, escribió: "Con respecto a los dioses, no tengo forma de saber si existen o no, ni de qué tipo pueden ser, debido a la oscuridad del tema, y la brevedad de la vida humana".
Según Diógenes Laercio, la posición abierta y agnóstica adoptada por Protágoras despertó la ira, lo que provocó que los atenienses lo expulsaran de la ciudad, y todas las copias de su libro fueron recolectadas y quemadas en el mercado. Cicerón también menciona la destrucción deliberada de sus obras. Sin embargo, el filósofo John Burnet duda de este relato, ya que tanto Diógenes Laercio como Cicerón escribieron cientos de años después y como los contemporáneos que hacen extensas referencias a este filósofo no mencionan ninguna persecución de Protágoras. Burnet señala que incluso si se quemaron algunas copias de los libros de Protágoras, suficientes de ellas sobrevivieron para ser conocidas y discutidas en el siglo siguiente.

## Eponimia
- El cráter lunar Protagoras lleva este nombre en su memoria.[46]